# Anton Buchmüller
Anton Buchmüller (13. června 1847 – 23. dubna 1924 Vídeň) byl rakouský lékař a politik německé národnosti ze Štýrska, na počátku 20. století poslanec Říšské rady.

## Biografie
Dr. Anton Buchmüller byl starostou města Donawitz. Měl titul císařského rady. Byl lékařským radou. Profesí byl lékařem. Zastával funkci viceprezidenta štýrské lékařské komory. Zasedal coby poslanec Štýrského zemského sněmu.
Působil i jako poslanec Říšské rady (celostátního parlamentu Předlitavska), kam usedl v doplňovacích volbách roku 1906 za kurii městskou ve Štýrsku, obvod Bruck, Leoben, atd. Nastoupil 17. července 1906.
Ve volbách do Říšské rady roku 1906 se uvádí jako kandidát Německé lidové strany.
Zemřel v dubnu 1924 ve vídeňské jubilejní nemocnici ve věku 77 let.